# 차브이 카툰

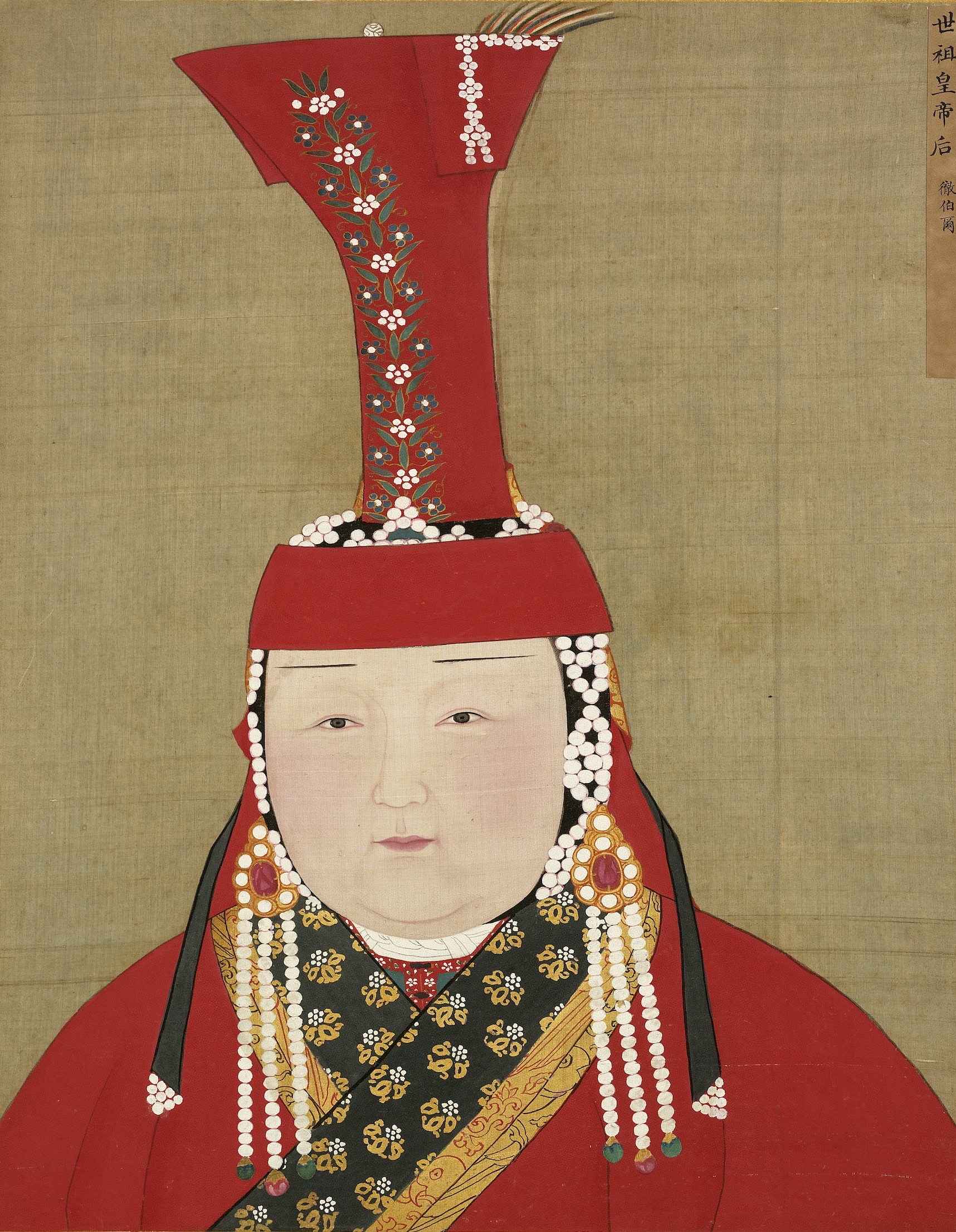

소예순성황후 차브이(昭睿順聖皇后察必, Чаби хатан, ᠴᠠᠪᠢ ᠬᠠᠲᠤᠨ, 1216년? 음력 2월 10일 ~ 1281년 3월 20일(음력 2월 29일))는 몽골 제국과 원나라의 황후로, 원나라의 첫 번째 황후이자, 쿠빌라이의 두번째 황후(재위: 1260년 ~ 1281년 3월 20일)였다. 그녀는 원 성종(테무르)의 친조모이자 원 무종의 증조모였다. 철백이(徹伯爾)로도 부른다. 곤기라트 부족 출신으로 칭기즈칸의 정비 보르테의 조카였다. 일부 중세몽골의 문헌에서는 참바이(Чамбай), 참부이(Чамбуй), 차미(Чамуй), 차무이(Чабуй, Чабун) 등으로도 불린다. 체베르 카툰(Цэвэр хатан, 몽골어로는 순수한 여왕이라는 뜻)으로도 불린다. 옹기라트부 출신이다.
몽케 카안이 남송 원정 중 쓰촨성에서 전사하자, 카라코룸에 있던 그는 사자를 보내, 카라코룸의 상황을 수시로 전달했다. 1260년 카툰, 황후의 칭호를 받고, 1271년 쿠빌라이 카안의 원나라 건국 후에는 원비(元妃)에 책봉되었다가, 황후로 다시 책봉되었다. 1273년 10월 정의소성순천예문광응황후(貞懿昭聖順天睿文光應皇后)의 존호를 받았다. 1294년 소예순성황후(昭睿順聖皇后)의 시호를 받았다.
그는 쿠빌라이 카안의 비공식적인 고문이었으며, 그의 정책에 일부 관여하였다. 쿠빌라이 카안은 중앙아시아 출신의 상인 아흐마드 파나카티를 재무장관에 발탁하여 증세를 꾀해 남송 공략의 준비를 진행시키는 한편, 이어서 복속한 고려를 통해 남송과 통상관계를 맺고 있었던 일본에도 몽골에 대한 복속을 요구했다. 페르시아어로는 차부이 카툰(چابوى خاتون) 또는 차분 카툰(چابون خاتون)으로 불린다.

## 생애

### 어린 시절
차브이(ᠴᠠᠪᠦᠢ)는 옹기라트부 출신 데이 세첸과 초탄의 손녀이고, 칭기즈 칸의 첫버째 부인 보르테 카툰의 남동생 알티 노얀 혹은 안진과 카진의 딸이었다. 1216생 설과 1218 생 설이 있다. 생일은 음력 2월 10일이다. 정확한 출생 년대는 기록이 전하지 않는다.
아버지 알티 노얀은 몽골 제국 칭기즈 칸의 천부장의 한 사람이었고, 무칼리와 함께 몽골 제국군의 동부군단을 지휘했으며, 동부군의 서열 2위였다. 아버지 알티 노얀은 1232년 오고타이 칸으로부터 하서왕)河西王)에 봉해졌고, 1236년에는 오고타이 칸으로부터 몽골군 만호장에 임명됐었다. 1295년 원 성종 때 제녕왕(濟寧王)에 추봉되고, 충무(忠武)의 시호를 받았다. 옹기라트 부족 출신으로, 그의 집안은 옹기라트부의 보시쿠르(孛思忽兒)씨였다.
어머니는 카진으로 1295년 제녕왕비에 추봉되었다. 카진의 친정에 대해서는 알려진 것이 없다. 고모 보르테 카툰의 손자 쿠빌라이 칸은 그녀에게 5촌 조카뻘이 된다. 차브이의 여동생은 칭기즈 칸의 공신인 자무카 족의 무칼리의 손자이자, 보로(孛魯)의 아들 바아두르(覇都魯)와 결혼하였다. 이들의 아들 안동(安童)은 영종 시데발라의 재상 바이주의 조부가 된다.
일부 중세몽골의 문헌에서는 참바이(Чамбай), 참부이(Чамбуй), 차미(Чамуй), 차무이(Чабуй, Чабун) 등으로도 불린다. 체베르 카툰(Цэвэр хатан, 몽골어로는 순수한 여왕이라는 뜻)으로도 불린다. 페르시아계 사서 집사를 비롯한 페르시아어 문헌에서는 차부이 카툰(چابوى خاتون) 또는 차분 카툰(چابون خاتون)으로 불린다.
사서에 의하면 차브이는 태어날 때부터 성품이 어질고 밝았다고 한다. 차브이의 유년기와 초기 행적에 대해서는 자세히 알려진 것이 없다. 라시드 알딘은 페르시아어 사서 집사에서 그녀를 아름답고, 매력적인 인물이라 하였다. 그녀의 친정 옹기라트부는 몽케 칸의 남송 원정 당시 쿠빌라이를 따라 남송 원정군에 출정하였다. 특히 자라이르부로 시집간 그의 자매의 아들 바아두르는 쿠빌라이의 충실한 심복이 되었다.

### 쿠빌라이와 결혼
1239년 쿠빌라이 칸과 결혼하였으며, 정확한 결혼 월일은 기록에 나타나지 않는다. 그는 여러 가지 일을 간언하였고(隨事諷諫), 근점 절약하였으며 매사에 마음을 썼다 한다. 시어머니인 소르칵타니 베키처럼 기독교인이었다고 한다. 아버지 안진 노얀(按陳那顔)은 칭기즈칸의 첫번째 정비 보르테의 남동생이었다. 손녀뻘 되는 테구룬 대황후의 뒤를 이어 쿠빌라이 카안의 정비가 되었는데, 쿠빌라이 칸은 고모 보르테의 손자로서 5촌간이 된다. 쿠빌라이 칸에게서 아홉 명의 자녀를 두었다. 요절한 도르지와 황태자 친킴, 망갈라, 노무간의 네 아들과 다섯 딸을 낳았다. 그러나 일설에는 친킴은 차브이 카툰이 아닌 테구룬 대황후 소생이라는 설도 있다. 일설에는 테구룬 대황후는 자녀가 없어서 지위가 격하되었다는 설이 있다. 또한 그녀는 앞이 짧고 뒤가 긴 상의를 즐겨 입었다 한다.
원조비사에 따르면 차브이 카툰은 쿠빌라이 칸이 총애하는 아내이자 통치기간 동안 비공식적인 고문이었다. 그녀는 예술의 후원자였으며, 베네치아인 마르코 폴로의 관심을 샀다. 그녀는 원나라 귀족들에게 불교를 권장하였다. 그녀는 당시 원나라에서 성리학과 불교의 갈등을 조정하는데에도 참여했다. 또한 티베트 불교의 상징적인 지도자 장포 팔의 후견인이 되었다.
차브이는 칭기스칸 가문의 인척으로, 몽골 제국 중에서도 특히 유력한 지파 출신이었으며, 몽케 칸이 쿠빌라이 칸에게 중국 남부 지방 공략을 맡길 때 곤기라트 족 및 5대 부족의 쿠빌라이 칸 지지를 이끌어냈다. 1259년 8월 몽케 칸 사후, 아리크부카가 카라코룸에서 대칸위에 오르려 하자, 그는 비밀리에 남편 쿠빌라이 칸에게 사람을 보내 이 사실을 알렸다.
몽케 카안이 남송 원정 중 쓰촨성에서 전사하자, 카라코룸에 있던 그는 비밀리에 사자를 보내, 카라코룸의 상황을 수시로 전달했다. 그해 11월까지 그는 아리크부카가 군대를 모으는 것과, 칸 위에 오르려 한다는 사실을 우두산에 있던 쿠빌라이에게 전달했다.

### 황후 시절
쿠빌라이 칸이 상도 개평부에서 몽골 제국 대칸으로 즉위하고 1260년 카툰(황후)에 책봉되었다. 그녀는 특히 유교 사상의 이해를 통해 중원 백성들의 호의, 호감을 데 중요한 정치적, 외교적 영향을 주었다. 쿠빌라이의 통치 초기에 그의 신하들은 수도 근처의 땅을 목초지로 만들자 제안했다. 차브이는 중국 지역은 농업 경제로 운영되는 상황에서 이러한 변화의 무의미함을 깨닫고 이 프로젝트를 강력히 반대했지만 쿠빌라이 카안은 이를 거부하였다.
쿠빌라이 칸이 중국식 제도를 모방하여 중서성, 추밀원, 상서성을 설치하고 친킴이 행정기관인 중서성과 군사 기관의 추밀원를 총괄하고, 차브이의 남동생 바아토루 부부의 아들 안톤(安童)이 중서성의 장관이되었다. 차브이는 정부 정책에 관여했으며 중국과 실크로드의 관련, 예술을 장려, 새로운 차원으로 발전시키는 데 중요한 역할을 하였다. 또한, 차브이는 자신의 사적 용인들을 통해 재산을 축적하고 세력을 형성했다. 나중에 쿠빌라이에 의해 신설된 재무부의 장관으로 차브이의 용인(用人)인 아흐메드가 발탁되어 원 제국 개국 초기의 중앙조정은 그녀의 무슬림 출신, 동투르키스탄 출신 측근 주변인들에 의해 장악되었다.
1271년 쿠빌라이 칸이 원나라를 선포하면서 차브이 카툰은 원비(元妃)에 책봉되었다. 이후 황후로 책봉되고, 1273년 10월 존호가 올려져 정의소성순천예문광응황후(貞懿昭聖順天睿文光應皇后)의 존호를 받았다.
조정에서 실권을 쥐고 친킴의 영향력이 높아져 1273년 황태자가 된다. 이 무렵, 제국의 재무부문을 잡고 중서성 내에서 안톤과 아흐메드의 권세도 높아지고, 그 당파가 친킴, 안톤 휘하에 모인 몽골 귀족과 한인 관료와 반목이 깊어갔지만 차브이의 중재로 갈등은 표면에 드러나지 않게 되었다. 그녀의 죽음을 계기로 친킴파벌과 아흐메드 파벌 간에 갈등이 발생한다.
1276년 2월 4일 원나라 군대가 남송의 피난수도 임안을 점령했다. 송 공제와 사태후 등이 포로로 끌려왔고, 원나라 군대는 축제 분위기였다. 그러나 차브이는 홀로 수심이 깊었는데, 쿠빌라이가 연유를 묻자 "첩이 듣기로 자고로 천세를 가는 나라는 없었습니다. 나중에 나의 자손도 이런일이 일어나지 않으면 다행이겠습니다.(妾聞自古無千歲之國，毋使吾子孫及此，則幸矣)"라 하였다. 원나라 역시 만년을 가지 못하고 나중에는 이렇게 될 수도 있다 하였으며, 송 공제, 사태후 등 구 남송의 황족들을 황족처럼 대우해줄 것을 쿠빌라이에게 진언했다 한다. 쿠빌라이 카안은 이들을 추방, 유배보내려 하다가 그의 진언을 받아들여 대도에 체류시키며, 황족과 비슷하게 대우해주었다. 차브이는 구 남송 황실 인사들을 돌봐주었고, 이들을 정중하게 대했다 한다.

### 생애 후반
그는 검소하였다. 원사에 의하면 그녀는 양탄자 대신 오래된 가죽을 사용하도록 궁중 여인들을 독려하였다. 오래되고 폐기되는 활시위들을 모아 실을 만드는데 사용하였다. 그녀는 또한 태양으로부터 보호하고 전투에 더 편안한 민소매 의류를 만들도록 하고, 이를 권장하였다.
신원사 113권에 의하면 차브이 카툰은 갑자기 풍질에 걸려(母后暴得風疾), 병석에 누웠다가 1281년 3월 20일 사망하였다. 죽기 직전 친정오빠 안진의 손녀인 남부이 카툰을 차기 황후로 추천하였고, 그대로 실현되었다. 차브이 카툰은 몽골 문화에서 여성의 높은 역할을 잘 보여줬다는 평가가 있다. 그가 사망하자 쿠빌라이 칸은 애통해했다 한다.

## 사후
1294년 6월 3일 손자 테무르 올제이투 칸이 쿠빌라이 칸을 세조 성덕신공문무황제의 묘호와 시호를 추서할 때, 차브이는 소예순성황후(昭睿順聖皇后)의 시호가 추서되었다. 몽골에서는 게겐 쿠투 에예르괴 복드 카툰(Гэгээн хурц эергүү богд хатан)이라 하여 거룩하고 긍정적이고 밝은 카툰으로 불렸다. 이는 중국어식 시호 소예순성황후가 몽골어로 재번역된 것이기도 하다.
그는 사후 보르테 카툰과 종종 비교되었다. 차브이가 사망하며 군주 후,비의 궁과 소속영지, 재산은 동일 부족 출신의 후, 비가 상속하는 몽골의 전통을 따라 생전의 차브이가 모은 막대한 재산을 같은 곤기라트 부족 출신인 친김 태자의 태자비 코코진이 상속하였다.
1307년 테무르가 후계자를 남기지 않고 죽자, 몽골 제국에서 되풀이 되던 후계자 쟁탈전이 다시 재연되어 황제의 자리를 둘러싸고 모후, 외척, 권신 등 몽골 귀족끼리의 격렬한 권력다툼이 되풀이 되었다.
또 권력 다툼의 중심이 된 이들은 칭기즈칸의 황후 보르테, 쿠빌라이의 황후 차브이, 테무르의 모친 코코진 등의 출신부족에서 쿠빌라이, 테무르의 2대에 걸쳐 외척으로 권세를 누렸던 곤기라트부를 중심으로 결속된 원나라의 궁정 귀족들이었다. 테무르의 황후 브르간은 곤기라트부의 출신이 아니었기 때문에 귀족의 힘을 억누르기 위해 테무르의 종제였던 안서왕 아난다를 황제로 맞이했으나, 방계 즉위에 의해 기득권을 위협받는 것을 두려워한 중신들은 쿠데타를 일으켜 브르간과 아난다를 살해하고, 몽골 고원의 방위를 담당하던 테무르의 조카 카이산을 황제로 맞이했다.

## 가계
남편 쿠빌라이 카안에게서 네 명의 아들을 두었지만, 그녀의 네 아들들은 다소 체격, 체력이 건강하지 못했다고 한다.
- 남편: 쿠빌라이(忽必烈)
  - 장남: 도르지(朶兒只)
  - 차남: 친킴(眞金)
  - 며느리: 코코진(闊闊眞)
    - 손자: 카말라(甘麻剌)
    - 손자: 다루마바라(答剌麻八剌)
    - 손자: 테무르(鐵穆耳)

  - 삼남: 만가라(忙哥剌)
    - 손자: 아난다(阿難答)
    - 손자: 안탄부카(安檀不花)

  - 사남: 노무간(那木罕)

### 족보
|  |                              |  |  |  |  |  |  |  |  |  |  |  |  |  |  |  |
|  | 4. 데이 세첸                 |  |  |  |  |  |  |  |  |  |  |  |  |  |  |  |
|  |                              |  |  |  |  |  |  |  |  |  |  |  |  |  |  |  |
|  |                              |  |  |  |  |  |  |  |  |  |  |  |  |  |  |  |
|  | 2. 충무왕 옹기라트 안진 노얀 |  |  |  |  |  |  |  |  |  |  |  |  |  |  |  |
|  |                              |  |  |  |  |  |  |  |  |  |  |  |  |  |  |  |
|  |                              |  |  |  |  |  |  |  |  |  |  |  |  |  |  |  |
|  | 5. 수탄                      |  |  |  |  |  |  |  |  |  |  |  |  |  |  |  |
|  |                              |  |  |  |  |  |  |  |  |  |  |  |  |  |  |  |
|  |                              |  |  |  |  |  |  |  |  |  |  |  |  |  |  |  |
|  | 1. 소예순성황후 차브이       |  |  |  |  |  |  |  |  |  |  |  |  |  |  |  |
|  |                              |  |  |  |  |  |  |  |  |  |  |  |  |  |  |  |
|  |                              |  |  |  |  |  |  |  |  |  |  |  |  |  |  |  |
|  | 3. 제녕왕비 카진             |  |  |  |  |  |  |  |  |  |  |  |  |  |  |  |
|  |                              |  |  |  |  |  |  |  |  |  |  |  |  |  |  |  |
|  |                              |  |  |  |  |  |  |  |  |  |  |  |  |  |  |  |

## 관련 작품

### 드라마
- 《호조 토키무네》 (2001년, NHK 대하드라마) - 슈렌허알(旭仁花)
- 《칭기스칸의 후예》 - 위스만(佘詩曼)